# Округ Вашингтон (Алабама)
Округ Вашингтон (енгл. Washington County) је округ у америчкој савезној држави Алабама. По попису из 2010. године број становника је 17.581. Седиште округа је град Chatom.

## Демографија
Према попису становништва из 2010. у округу је живело 17.581 становника, што је 516 (2,9%) становника мање него 2000. године.
| Група             | 2000.          | 2010.          |
| Белци             | 11.673 (64,5%) | 11.455 (65,2%) |
| Афроамериканци    | 4.867 (26,9%)  | 4.380 (24,9%)  |
| Азијати           | 10 (0,1%)      | 20 (0,1%)      |
| Хиспаноамериканци | 160 (0,9%)     | 151 (0,9%)     |
| Укупно            | 18.097         | 17.581         |